# 列女伝
『列女伝』（れつじょでん、繁体字: 列女傳; 簡体字: 列女传; 拼音: Liènǚ zhuàn; ウェード式: Lieh nü chuan)）は、中国の前漢の劉向によって撰せられた、女性の史伝を集めた歴史書で、女性の理想を著した唯一の教訓書とされた。

## 概要
劉向の原著は7篇構成で、のちに本文の7篇を上下に分け、劉歆の撰と伝わる頌1巻を加えた15巻構成となり、曹大家（班昭）の註が加えられた。現行本は南宋の蔡驥による再編本で、原著の7巻に頌文を分かち加え、『続列女伝』を加えた8巻構成となる。
漢の班昭・馬融、呉の虞韙の妻の趙氏、東晋の綦毋邃らによる註があったが、いずれも散逸した。
現存の注釈には、清の王照円の『古列女伝補注』、顧広圻の『古列女伝考証』、梁端の『列女伝校注』がある。
日本では、明治時代に松本万年の注釈『参訂劉向列女伝』がある。

## 構成
1. 母儀伝
2. 賢明伝
3. 仁智伝
4. 貞順伝
5. 節義伝
6. 弁通伝
7. 孽嬖伝
8. 続列女伝

## 他の列女伝
劉向のもの以外にも、皇甫謐の『列女伝』など、数多くの『列女伝』が作られたが、その多くは散逸した。
また、『後漢書』をはじめとして正史の中にも列女伝が収められるようになった。
日本で『列女伝』の形式を襲ったものに、江戸時代の『本朝列女伝』『本朝女鑑』などがある。また、北村季吟『仮名列女伝』は、劉向の『列女伝』を日本語に直したものである。

## 日本語文献
- 中島みどり訳注『列女伝』（平凡社東洋文庫全3巻、2001年） 完訳
- 山崎純一訳注『列女伝』（明治書院〈新編漢文選〉上中下巻、1997年）、原文入りの詳細な訳著
  - 『列女伝』（明治書院〈新釈漢文大系 補遺編〉上下巻、2025年）、改訂新版
- 山崎純一『列女伝 歴史を変えた女たち』（五月書房、1991年）解説が詳しい
- 牧角悦子『列女伝 伝説になった女性たち』（明治書院「漢字漢文ブックス」、2001年）詳しい紹介がある
- 荒城孝臣『列女伝』（明徳出版社「中国古典新書」、1970年）
- 下見隆雄『劉向『列女伝』の研究』（東海大学出版会、1989年）